# Manuel Robles Gutiérrez
Manuel Robles Gutiérrez (Renca, 6 de noviembre de 1780 - Santiago de Chile, 27 de agosto de 1837) fue un músico violinista chileno, reconocido por la musicalización del primer himno nacional de Chile.

## Biografía
Fue apodado «el cojo Robles» por haberse lesionado permanentemente una pierna durante el cruce de los Andes con el Ejército Libertador en 1817.
En medio de los afanes para la partida de la Expedición Libertadora del Perú, se encontró otra expresión musical que el director supremo Bernardo O'Higgins debió aprobar antes de viajar a Valparaíso, para despedirla. El mismo día del zarpe, el 20 de agosto de 1820, en la capital, junto con inaugurarse el «Teatro de la plazuela de la Compañía» (hoy plazuela Montt-Varas), se estrenó la nueva melodía. 

Era su autor —dice Pereira Salas— uno de los más simpáticos compositores chilenos de esta primera generación republicana, Manuel Robles Gutiérrez, nacido en Renca en 1780. Era hijo de Marcos Matías Robles, director de bandas y profesor de baile, y de Agustina Gutiérrez. La personalidad de Robles era, más que novelesca, fascinante. Vivían en él las tradiciones coloniales, era eximio y arrojado torero, gran jugador de pelota, boxeador temible, cantador de tonadas, experto encumbrador e invencible campeón de volantines y bohemio impenitente. En las fiestas se acompañaba admirablemente con su guitarra, y, según relata Zapiola, aunque tenía pésima voz, lo hacía con tal gracia que suplía con creces su cacofónico defecto. En Buenos Aires derrotó sin lucha a los mejores jugadores de billar. Heredero de las aptitudes musicales de su padre, se distinguió como violinista de mérito y como el primer director de orquesta del país.

La sencilla e inspirada melodía de Robles prendió rápidamente en los corazones y el público se acostumbró a entonarla todas las noches de función en el teatro.
El estreno oficial de la «Canción nacional de Chile» de Robles y Bernardo de Vera y Pintado tuvo lugar en el teatro del coronel Domingo Arteaga Alemparte, el primer teatro permanente que hubo en Chile, con ocasión de celebrarse un triple acontecimiento: el natalicio del director supremo, la partida de la Expedición Libertadora del Perú y el estreno de un nuevo local del teatro, más elegante, ubicado en la plazuela de la Compañía. La orquesta que actuó en aquella oportunidad fue dirigida por el propio compositor.
En 1824, partió a Buenos Aires con José Zapiola Cortés en un viaje que este último relató con ribetes pintorescos. Allí se ganó la vida como violinista de la orquesta del maestro Massoni. En 1825 regresó al país. Abrió una Academia de Baile en el Café de Melgarejo y organizó una pequeña orquesta que hacía las delicias de los parroquianos. Figuró entre los fundadores de la primera Sociedad Filarmónica, junto a las figuras más destacadas del ambiente musical de entonces. Posteriormente, contrajo matrimonio y participó en la orquesta de la primera ópera que se dio en Santiago.
Siete años vibraron las notas de Robles dando vida a la canción, manteniéndose su popularidad hasta el 23 de diciembre de 1828, cuando fue reemplazada por la que compuso el maestro español Ramón Carnicer i Batlle. Zapiola, que la conservó para nosotros, la recuerda: 

Tenía todas las circunstancias de un canto popular: facilidad de ejecución, sencillez sin trivialidad (se exceptúa el coro, que parece era de rigor que fuese un movimiento más vivo que la estrofa), y, los más importante de todo, poderse cantar por una sola voz sin auxilio de instrumentos.

Se conoce una transcripción de Zapiola, publicada en la revista Las Bellas Artes, el 5 de abril de 1869. Fue reproducida por Aníbal Echeverría y Agustín Canobio, en el libro La Canción Nacional de Chile (Valparaíso, 1904). Otra versión corrió impresa en el suplemento extraordinario de El Mercurio del 18 de septiembre de 1910.
Problemas de salud y el rudo golpe moral que le significó el reemplazo de su melodía por otra, que había sido encargada a un extranjero, atentaron contra su salud y falleció en Santiago, en medio de la mayor miseria, el 27 de agosto de 1837, a los 57 años de edad.
La biblioteca pública de la comuna en que nació lleva su nombre.

## Letra del primer himno nacional de Chile
Texto: Bernardo de Vera y Pintado

Música: Manuel Robles Gutiérrez

I

Ciudadanos, el amor sagrado

de la Patria os convoca a la lid: 

libertad es el eco de alarma; 

la divisa: triunfar o morir. 

El cadalso o la antigua cadena 

os presenta el soberbio español: 

arrancad el puñal al tirano, 

quebrantad ese cuello feroz. 

Coro

Dulce Patria, recibe los votos

con que Chile en tus aras juró

que o la tumba serás de los libres

o el asilo contra la opresión. 

II

Habituarnos quisieron tres siglos

del esclavo a la suerte infeliz,

que al sonar de las propias cadenas 

más aprende a cantar que a jemir. 

Pero el fuerte clamor de la Patria 

ese ruido espantoso acalló; 

i las voces de la Independencia 

penetraron hasta el corazón. 

III 

En sus ojos hermosos la Patria 

nuevas luces empieza a sentir, 

i observando sus altos derechos 

se ha incendiado en ardor varonil. 

De virtud i justicia rodeada, 

a los pueblos del Orbe anunció 

que con sangre de Arauco ha firmado
 
la gran carta de emancipación. 

IV 

Los tiranos en rabia encendidos 

i tocando de cerca su fin, 

desplegaron la furia impotente, 

que aunque en vano se halaga en destruir. 

Ciudadanos, mirad en el campo 

el cadáver del vil invasor...; 

que perezca ese cruel que en el sepulcro 

tan lejano a su cuna buscó. 

V 

Esos valles también ved, chilenos, 

que el Eterno quiso bendecir, 

i en que ríe la naturaleza, 

aunque ajada del déspota vil. 

Al amigo y al deudo más caro 

sirven hoi de sepulcro i de honor: 

mas la sangre del héroe es fecunda, 

i en cada hombre cuenta un vengador. 

VI 

Del silencio profundo en que habitan 

esos Manes ilustres, oíd 

que os reclamen venganza, chilenos, 

i en venganza a la guerra acudid.

De Lautaro, Colocolo i Rengo 

reanimad el nativo valor, 

i empeñad el coraje en las fieras 

que la España a estinguirnos mandó. 

VII 

Esos monstruos que cargan consigo 

el carácter infame i servil, 

¿cómo pueden jamás compararse 

con los Héroes del cinco de Abril? 

Ellos sirven al mismo tirano 

que su leí i su sangre burló; 

por la Patria nosotros peleamos 

nuestra vida, libertad i honor. 

VIII 

Por el mar i la tierra amenazan 

los secuaces del déspota vil; 

pero toda la naturaleza 

los espera para combatir: 

el Pacífico al Sud i Occidente, 

al Oriente los Andes i el Sol, 

por el Norte un inmenso desierto, 

i el centro libertad i unión. 

IX 

Ved la insignia con que en Chacabuco 

al intruso supisteis rendir, 

i el augusto tricolor que en Maipo 

en un día de triunfo os dio mil. 

Vedle ya señoreando el Océano 

i flameando sobre el fiero León: 

se estremece a su vista el Ibero 

nuestros pechos inflama el valor. 

X 

Ciudadanos, la gloria presida 

de la Patria el destino feliz, 

i podrán las edades futuras 

a sus padres así bendecir. 

Venturosas mil veces las vidas 

con que Chile su dicha afianzó. 

Si quedare un tirano, su sangre 

de los héroes escriba el blasón. 